# هانز هيومان
هانز هيومان (مواليد 1878 في سميرنا، الدولة العثمانية (إزمير الحالية) – 7 أكتوبر 1933 في نيوبابيلسبيرج بالقرب من بوتسدام ) كان ضابطًا وملحقًا وناشرًا ألمانيًا. كان هيومان أحد أهم ممثلي الدولة العثمانية في الدولة العثمانية خلال الحرب العالمية الأولى وكان محررًا لمجلة الجريدة الألمانية العامة التي تمت قراءتها على نطاق واسع في عشرينيات القرن الماضي. كان هيومان شاهدًا ومؤيدًا للإبادة الجماعية للأرمن التي نفذها العثمانيين والتي دافع عنها بصفته صديقًا شخصيًا وشريكًا رئيسيًا في زمن الحرب لأنور باشا في مقالات صحفية في الجريدة الألمانية العامة خلال جمهورية فايمار.

## الحياةوالعمل

### الشباب والبدايات
وُلِد هيومان في عام 1878 لعالم الآثار الألماني كارل هيومان، مكتشف مذبح بيرغامون، وزوجته لويز في مدينة سميرنا التركية، إزمير الحالية. في عام 1900 تزوجت شقيقته ماريا (1875–1970) من عالم الآثار فريدريك سار، الذي أصبح فيما بعد مديرًا للمتحف الشرقي الألماني في برلين.
قضى هيومان السنوات الاثنتي عشرة الأولى من طفولته في تركيا، حيث طور تقاربًا قويًا لكل شيء تركي ونشأ مع السياسي التركي لاحقًا أنور باشا. استمرت الصداقة بين الرجلين مدى الحياة واعتبرت وثيقة بشكل خاص. استخدم الاثنان الاسم الأول على بعضهما البعض وكانا على اتصال دائم بالرسائل. أوضح صديق هيومان فرانز فون بابن التقارب بين الرجلين من خلال وصفهما بـ «الأخوة». ذكرت صحيفة مورغنثاو الأمريكية في وقت لاحق أن موظفي السفارة الألمانية أبلغوه أن هيومان، الذي له جذور ألمانية، كانت «تركيًا أكثر» من الزعيم التركي، أنور.
بعد عودته إلى ألمانيا في عام 1890 واستكمال تعليمه، عمل هيومان ضابطًا في البحرية الإمبراطورية في نهاية تسعينيات القرن التاسع عشر كان يعتبر ملائمًا.
بصفته ربيبًا للأدميرال ألفريد فون تيربيتز، وزير الدولة في المكتب البحري الامبراطوري، ارتقى هيومان في تتابع سريع إلى رتبة قبطان فرقاطة. قد يكون أحد أسباب مهنة هيومان السريعة هو أوجه التشابه الأيديولوجية بينه وبين رئيسه تيربيتز الذي شاركه أفكاره الجرمانية والملكية.

### ممثل ألمانيا في الدولة العثمانية
في خريف عام 1913، تم إرسال هيومان إلى القسطنطينية من قبل قيادة البحرية الألمانية، حيث عمل في البداية دون مسؤوليات محددة بوضوح. في الأشهر القليلة الأولى من وجوده، اقتصر عمله بشكل أساسي على قيادة يخت لوريلي، يخت السفير الألماني في الدولة العثمانية، فراهير هانز فون وانغنهايم (1859-1915). بالإضافة إلى ذلك، مارس بالفعل بحكم الواقع نشاط ملحق بحري في عام 1914، دون أن يقود هذا اللقب رسميًا في الوقت الحالي. ثم حصل على الرتبة الرسمية للملحق البحري في 19 أبريل أكتوبر 1915 وتولى هذا المنصب حتى نهاية سبتمبر 1917، عندما أُمر بالعودة إلى ألمانيا. خلال هذا الوقت، وفقًا لارنست جاك، كان بإمكان هيومان أيضًا الوصول إلى حاشية القيصر فيلهلم الثاني، الذين يمكنه إرسال التقارير إليهم - متجاوزًا رئيسه، السفير. لم يكن لدى السفير بول غراف ميترنيخ رأي جيد في هيومان، حيث وصفه بأنه «وغد لدود». وصف السفير الأمريكي مورغنثاو هيومان في سنواته كملحق بأنه «رجل ذو نفوذ كبير» وقد صدمه بأنه «عنيد» و «قاسي» (مشاكسًا).
عند اندلاع الحرب العالمية الأولى في عام 1914، صاغ هيومان الخطة التي تم تنفيذها بنجاح لسحب السفن الحربية الألمانية SMS Goeben وSMS Breslau في البحر الأبيض المتوسط من وصول البحرية البريطانية المتفوقة من خلال منحهم الملاذ (في البداية) الموانئ التركية المحايدة. وهناك، قام «بتغيير العلم» على السفينتين من الشعارات الألمانية إلى التركية الوطنية وسلمها اسميًا إلى الحكومة التركية. استخدمت هذه السفن لدفع دخول تركيا إلى الحرب من جانب قوى المركز، الأمر الذي أرادته ولكن رفضه غالبية السكان: من خلال السماح للسفن التي ترفع العلم التركي، ولكن بقيادة أطقم ألمانية، بإطلاق النار على المواقف الروسية في البحر الأسود ثم الإعلان بالتناوب على أنها كانت سفنًا ألمانية (أثناء القصف) أو تركية (عند البقاء في الموانئ التركية). لقد تم استفزاز روسيا، وفقًا لأفكار هيومان، لإعلان الحرب على الإمبراطورية العثمانية. لهذا السبب، نسب إليه في الشرق - روندشاو عام 1933 «مزايا كبيرة لدخول تركيا في الحرب العالمية».
يرى المؤرخ مالتي فورمان أن هيومان في الأعوام من 1914 إلى 1917 هو «أهم وسيط» بين القيادة التركية والقيادة العليا للجيش القيصري الألماني والبحرية القيصرية الألمانية. ومن خلال «صداقته الحميمة» مع أنور باشا، الذي كان لا يزال يتمتع بوصول غير مقيد إليه، اكتسب هيومان قوة «تجاوزت بكثير موقعه الاسمي» وسيطر عمليا على قسم قسم البحر الأبيض المتوسط الألماني والسفارة الإمبراطورية في إسطنبول. كما ساهم بشكل كبير في دخول الدولة العثمانية في الحرب العالمية الأولى. يتبنى زميل فورمان، أولريش ترومبنر، وجهة نظر مماثلة للغاية. ووفقًا له، فقد كان هيومان «على الأرجح أهم رجل اتصال بنظام جمعية الاتحاد والترقي كان لدى الألمان في 1915-1917.»

### هيومان والإبادة الجماعية للأرمن
في البحث التاريخي، يعتبر هيومان أحد أهم الشهود على الإبادة الجماعية للأرمن التي ارتكبت خلال الحرب العالمية الأولى في أراضي الدولة العثمانية. كتب هيومان، بصفته دبلوماسيًا ألمانيًا في تركيا، تقارير ومذكرات مختلفة توثق المذبحة المتنازع عليها على نطاق واسع ضد السكان الأرمن في تركيا. كتب هيومان إلى برلين في عام 1915:
 في 15 يوليو 1915 صرح في تقرير آخر، بشكل أكثر دقة، أن «الحكومة التركية تستخدم وقت الحرب والمصالح المقيدة بأوروبا لتسوية المسألة الأرمنية برمتها، بريفي مانو بالقوة» بعد أن ذكر نائب القنصل الألماني في الموصل والتر هولشتاين، في 10 يونيو 1915 مقتل 614 أرمنيًا أثناء رحلتهم إلى الموصل عقب طردهم من ديار بكر، أخبر هيومان أحد المراسلين في 15 يونيو 1915 أنه عبر عن اشمئزازه العميق الذي جلبه: «تم إبادة الأرمن الآن بشكل أو بآخر. إنه أمر صعب، لكنه مفيد». حث هيومان وقت لاحق وزير الخارجية الألماني ريتشارد فون كوهلمان على عدم انتقاد الأتراك في الشأن الأرمني «من أجل [...] مصالحنا السياسية»، وإلا فسيكون هناك خطر تنفير الحلفاء في زمن الحرب وبالتالي، فإن الألمان يهددون بشكل غير مباشر مصالحهم في الشرق الأوسط، والتي، حسب هيومان، تعتمد بشكل خاص على العلاقات الشخصية الجيدة في البلدان الشرقية.
حتى بعد الحرب، ظل هيومان على موافقًا على النهج التركي. لقد كان لا يزال يبرر قتل الأرمن في مقالات نشرت في الجريدة الألمانية العامة في عشرينيات القرن الماضي.

### السنوات اللاحقة
في نوفمبر 1917 أنهى هيومان عمله في تركيا وعاد إلى الرايخ الألماني. هناك خدم في البداية الحكومة القيصرية كمستشار ومراسل في مختلف الأمور المتعلقة بالدولة العثمانية وجبهة الحرب في الشرق الأوسط. كما كان من مايو إلى سبتمبر 1918 قائدًا لطراد معركة الألماني SMS Moltke ‏. في عام 1919 ترأس قسم الأخبار في مكتب البحرية القيصري في برلين. في يوليو 1920، تلقى هيومان اعفائه من وزارة الرايخويهر. تشير الأدلة إلى أنه عمل مع الانقلابيين في كاب في مارس من نفس العام، ولهذا حثت الصحافة على إقالته.
بعد أن ترك هيومان الخدمة العسكرية، قام صديقه، رجل الأعمال هوغو ستينز، بإحضاره إلى القطاع الخاص وجعله مدير النشر في الجريدة الألمانية العامة، التي تنتمي إلى مجموعة ستينز. تحت رعاية هيومان، دعت الجريدة الألمانية العامة بعناد إلى العودة إلى الملكية في عشرينيات القرن الماضي. بالإضافة إلى ذلك، استخدم هيومان الصحيفة للترويج للإبادة الجماعية للأرمن. كان من أوائل الأعمال الرسمية لهومان كمدير نشر للصحيفة هو إقالة خصم قديم من أيامه في إسطنبول، نائب رئيس التحرير ماكس رودولف كوفمان وهو تاجر سويسري. في عام 1916، تم اعتقال كوفمان مع بول ويتز والديمقراطي الاشتراكي فريدريك شريدر، مراسل صحيفة فرانكفورت في القسطنطينية، وتم ترحيله لاحقًا إلى ألمانيا لأنه انتقد بشدة في رسائل داخلية النزعة العسكرية الألمانية التركية والوضع المقفر لألمانيا. وكان قد استنكر أوضاع القوات التركية على جبهة القوقاز. 
من الناحية السياسية، كان هيومان قريبًا من الدوائر الوطنية المحافظة في عشرينيات وثلاثينيات القرن الماضي، مثل رئيسه ستينز. حافظ هيومان على اتصالاته مع إدغار يونغ وقد نصحه أحد أهم مستشاري حزب الوسط السياسي المحافظ فرانز فون بابن في مقابلة شخصية في مايو 1932 بقبول منصب المستشار. كما كان أحد مؤسسي رابطة المقاتلين الآسيويين.
توفي هانز هيومان في نيوبابيلسبيرج في أكتوبر 1933 بعد صراع طويل مع المرض. وعقب مراسم الجنازة في كنيسة الرعية الكاثوليكية في Nowawes، دفن في المقبرة في كلاين جلينيك. تم التأبين من قبل صديق الإنسان فون بابن، الذي أشاد بـ"مزاياه في البحرية والجريدة الألمانية العامة" ووضعه خطابيًا في صفوف "المقاتلين الروحيين" من أجل "هذه [...] ألمانيا [...] الجديدة التي نحن على وشك بنائها اليوم. كما قدم إريك فون مولر كممثل للبحرية ووهوجو ستينيس الابن كممثل لدار نشر الجريدة الألمانية العامة مزيدًا من التأبين.

## المؤلفات
- فهاكن ن. دادريان: الملازم القائد والملحق البحري هانز هيومان، في: ديرس. تاريخ الإبادة الجماعية للأرمن 2003، ص 271-273.
- يورجن جوتشليش: التواطؤ في الإبادة الجماعية. دور ألمانيا في إبادة الأرمن. الفصل.روابط Verlag، برلين 2015، ISBN 978-3-86153-817-2 .

## وصلات خارجية
- ستيفان بيرخولز: التواطؤ في الإبادة الجماعية - مسؤولية ألمانيا تجاه الأرمن. في: Deutschlandradio Kultur، برنامج Lesart ، 6. يونيو 2015.